# AmigaOne

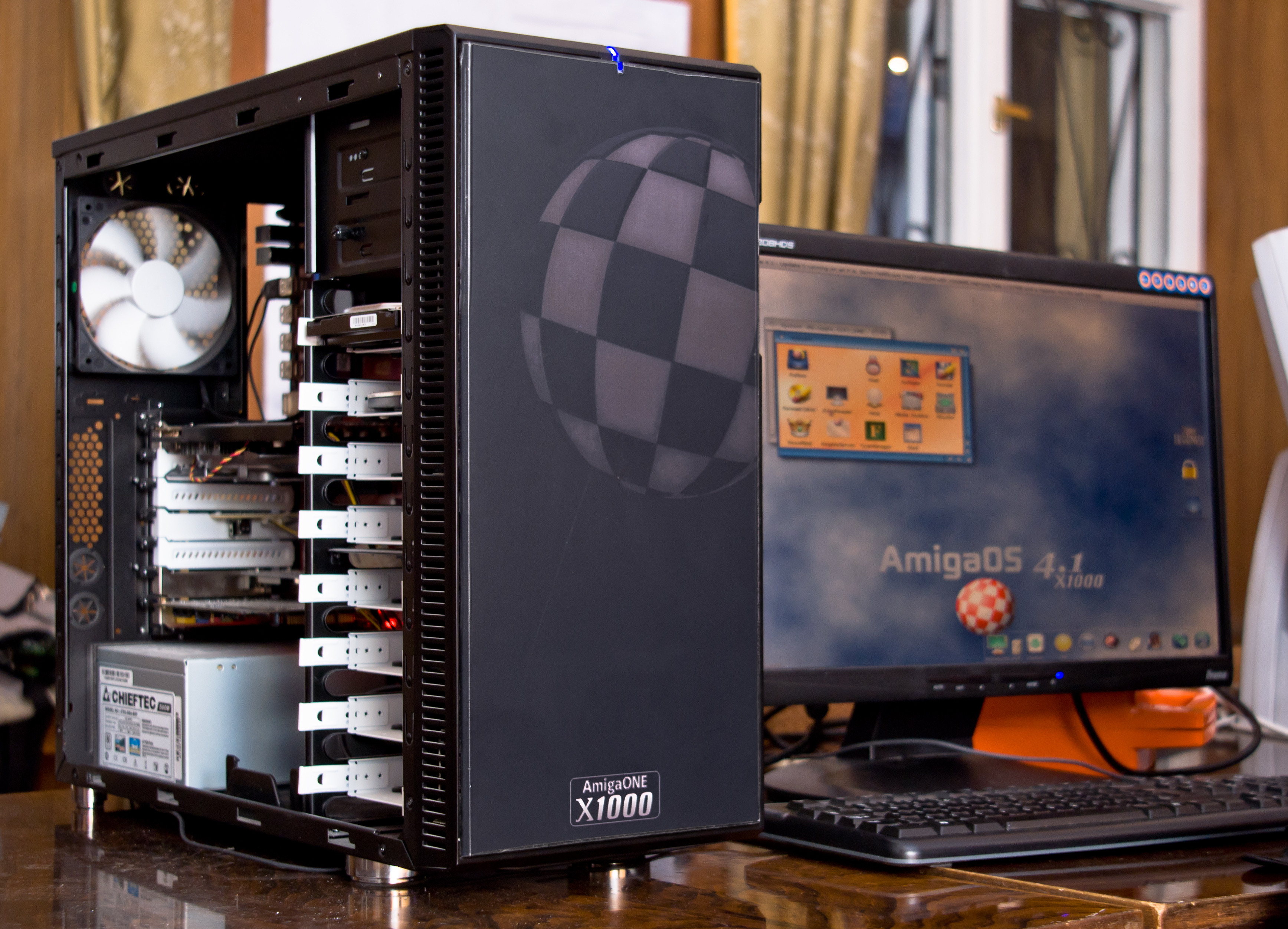
AmigaOne X1000 running AmigaOS 4.1

AmigaOne är ett varumärke som är exklusivt licensierat från Amiga Inc. till den engelska datorhandlaren Eyetech Group Ltd. för att distribuera hårdvara i form av moderkort och datorer till användare av AmigaOS 4 och eventuellt efterföljande versioner.
Sedan slutet av 2005 säljer Eyetech inga AmigaOne längre, och det är oklart om de någonsin kommer att göra det igen. Den hårdvara som marknadsfördes med AmigaOne-varumärket var Mai Logics moderkortsserie, som även såldes av Mai Logic m.fl. med dess ursprungliga namn "Teron".
Teron-serien och därmed AmigaOne var, likt Mac-datorer, PowerPC-baserade och levererades i form av moderkort i ATX- och Mini-ITX-format bestyckade med G3- eller G4-processorer med en klockfrekvens på mellan 600 och 933 MHz, samt ett 133 MHz arbetsminne på mellan 256 Megabyte och 2 Gigabyte.